# Đài tưởng niệm Adam Mickiewicz, Warszawa

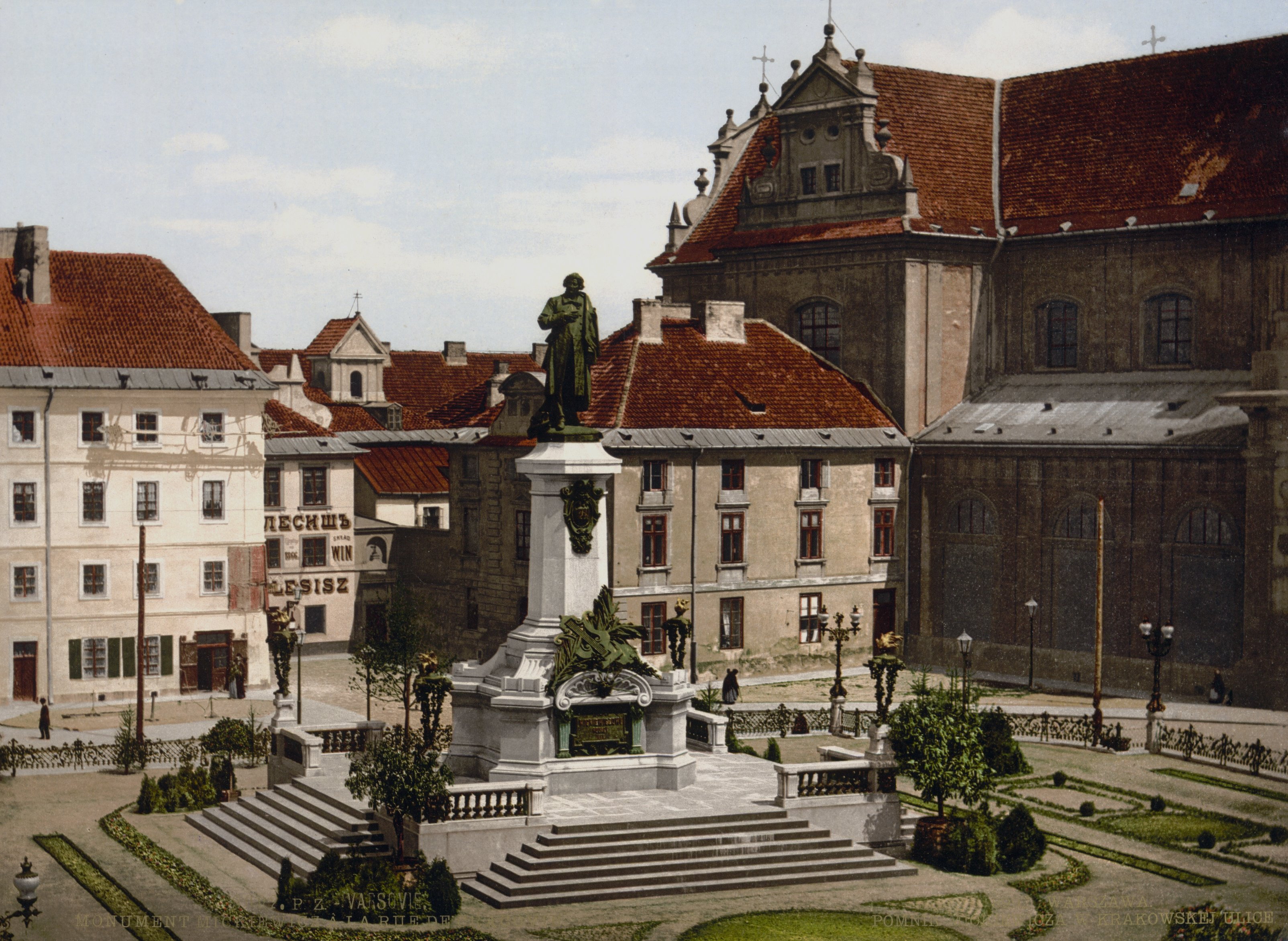
Đài tưởng niệm Adam Mickiewicz, ca. 1900

Đài tưởng niệm Adam Mickiewicz (tiếng Ba Lan: Pomnik Adama Mickiewicza) là một tượng đài dành riêng cho Adam Mickiewicz tại Krakowskie Przingmieście ở quận Śródmieście của Warsaw, Ba Lan. Tượng đài theo phong cách Tân cổ điển được xây dựng vào năm 1897-1898 bởi nhà điêu khắc Cyprian Godebski.

## Lịch sử
Vào ngày 13 tháng 2 năm 1897, tạp chí Głos đã xuất bản một bài viết quảng bá ý tưởng xây dựng một tượng đài. Các tờ báo khác cũng sớm chạy theo ý tưởng này. Nhà văn Henryk Sienkiewicz đã giúp nâng cao nhận thức của giới trí thức Warsaw và bằng nỗ lực của mình, chính quyền Nga đã cho phép xây dựng một tượng đài. Một ủy ban công cộng được thành lập bởi Sienkiewicz, Bá tước Michał Radziwiłł và Zygmunt Wasilewski. Ủy ban yêu cầu mọi người đóng góp tài chính để giúp xây dựng tượng đài. Sự hỗ trợ tài chính nhanh chóng được nâng lên và công việc được giao cho nhà điêu khắc Cyprian Godebski.
Tượng đài được xây dựng trên một nơi có nhiều tòa nhà bị phá hủy vào năm 1865. Từ năm 1897, nó được điêu khắc bởi Godebski ở Ý. Bức tượng đồng cao 4.2 m được đúc tại Pistoia, Ý. Cột và móng đá granit đỏ được sản xuất bởi một công ty Ý ở Baveno gần Milano. Bức tượng thể hiện hình ảnh Mickiewicz đang đứng trên cao, đầu hơi ngẩng lên và bàn tay phải đặt lên trái tim ông. Tượng đài đã được khánh thành vào ngày 24 tháng 12 năm 1898 nhân kỷ niệm 100 năm ngày sinh của nhà thơ. Buổi lễ được lên kế hoạch lớn hơn nhiều, tuy nhiên chính quyền Sa hoàng sợ rằng nó có thể biến thành một biểu hiện yêu nước và cấm tất cả các cuộc tuần hành và diễn thuyết. Tượng đài vì thế được khánh thành trong im lặng, trước mặt 12.000 người.
Sau khi kết thúc cuộc nổi dậy Warsaw năm 1944, nó đã bị quân Đức Quốc xã cố tình phá hủy. Phần còn lại của di tích bị phá hủy cuối cùng đã được chuyển đến Đức. Sau chiến tranh, binh lính Ba Lan đã tìm thấy đầu và một số phần của bức tượng ở Hamburg. Nhà điêu khắc Jan Szczepkowski đã tạo ra bản sao của bức tượng gốc. Các môi trường xung quanh di tích cũng được khôi phục. Nó được công bố lại một lần nữa vào ngày 28 tháng 1 năm 1950. Những phần cuối cùng của di tích đã được trả lại cho Ba Lan vào cuối những năm 1980.